# Robert Middlemiss
Robert Middlemiss, né le 8 janvier 1935 à Aylmer et mort le 28 mai 2010 à Gatineau, est un ingénieur et homme politique québécois.

## Biographie
Robert Middlemiss a étudié à l'Université d'Ottawa et à l'Université McGill, obtenant un baccalauréat en sciences appliquées de cette dernière institution en 1961. Il a travaillé comme ingénieur-conseil en géotechnique de 1961 à 1981.

### Carrière politique
De 1970 à 1979, Robert Middlemiss est conseiller municipal de la ville d'Aylmer, près de Hull. En 1981, son ami Michel Gratton le convainc d'être candidat libéral dans Pontiac, une circonscription qui venait d'être reformée et qui incluait désormais le territoire d'Aylmer. Étant né d'un père anglophone et d'une mère francophone, il a l'avantage d'être également à l'aise dans les deux communautés. Lors de sa première tentative, à l'élection du 13 avril 1981, il est élu facilement; cependant le Parti libéral demeure dans l'opposition.  Middlemiss sera réélu lors des quatre élections suivantes, la dernière fois en 1998.
En 1985, les libéraux reprennent le pouvoir avec Robert Bourassa à la tête du parti. Robert Middlemiss ne fera cependant son entrée au conseil des ministres qu'après les élections suivantes, le 11 octobre 1989. Il est alors ministre délégué à l'Agriculture, aux Pêcheries et à l'Alimentation. Le 5 octobre 1990 il devient ministre délégué aux Transports, et le 11 janvier 1994, alors que Bourassa est remplacé par Daniel Johnson, il est nommé ministre de la Sécurité publique. Il ne reste cependant que huit mois à ce poste, car les libéraux perdent le pouvoir aux élections du 12 septembre suivant. Il ne se représente pas aux élections de 2003.

### Après la politique
Robert Middlemiss est mort d'un cancer en 2010.